# Eurydice longiantennata
Eurydice longiantennata is een pissebed uit de familie Cirolanidae. De wetenschappelijke naam van de soort is voor het eerst geldig gepubliceerd in 1985 door Nunomura & Ikehara.